# ルノー・フエゴ
フエゴ（FUEGO）は、ルノーが製造・販売していた自動車である。

## 概要
1980年2月発表。ルノー・18をベースにしたクーペで、ルノー・15/17の後継車。
ベースの18同様エンジンはフロントオーバーハングに縦置きされ、前輪を駆動する。いずれも直列4気筒のエンジンは、当初1.4L/1.6LのOHV、および2L SOHCの3機種を搭載。1982年10月には2.1Lディーゼルターボ、1983年に1.6Lターボを設定した。さらに1984から1985年にかけて2.2Lエンジンが搭載された。サスペンションはこれも18と同様の前がダブルウィッシュボーン、後は3リンクのリジッドで、フエゴではリアにもスタビライザーが付いた。4WDは設定されなかった。
デザインについてはロベール・オプロンがルノー移籍後初めて指揮したものとされる。ハッチゲートを持つ3ドアクーペで、サイドまで回り込んだ大きなガラスハッチを持つ。
1980年から1982年までの販売は好調であったが、後に販売台数は減少する。理由としては、電気回路の設計が悪く、よくショートを起こし、最悪の場合は炎上してしまうトラブルがあったからである。
1985年、ルノー・21の発表とともにフランス（MCA）での生産終了。
1986年、スペインでの生産を終了し、アルゼンチンとベネズエラに生産拠点を移管。
1992年、南米での生産が終了し、約12年のモデルライフに幕を閉じた。

## 車名
「FUEGO」はスペイン語で「火」の意味である。